# Bois-de-la-Pierre
Bois-de-la-Pierre är en kommun i departementet Haute-Garonne i regionen Occitanien i södra Frankrike. Kommunen ligger i kantonen Carbonne som tillhör arrondissementet Muret. År 2022 hade Bois-de-la-Pierre 459 invånare.

## Befolkningsutveckling
Antalet invånare i kommunen Bois-de-la-Pierre
Referens:INSEE